# Programa Alimentar Mundial
O Programa Alimentar Mundial' (sigla: PAM; em inglês: World Food Programme; sigla: WFP) é a maior agência humanitária do mundo, que fornece em média, a cada ano, alimentos a 90 milhões de pessoas em 80 países, incluindo 58 milhões de crianças. O PAM é a agência de auxílio alimentar da Organização das Nações Unidas. De sua sede em Roma e de escritórios em mais de 80 países ao redor do mundo, as ações do PAM ajudam pessoas incapazes de produzir ou obter alimento suficiente para si e para suas famílias. Venceu o Prémio Nobel da Paz em 2020, "pela sua contribuição para melhorar as condições de paz em áreas afetadas por conflitos e por atuar como uma força motriz nos esforços para prevenir a utilização da fome como arma de guerra e conflito".

## História
O PAM inicialmente foi concebido na Organização das Nações Unidas para a Alimentação e a Agricultura (FAO) de 1961, quando o diretor dos programas de alimentação para a paz dos Estados Unidos, George McGovern, propôs estabelecer um programa de ajuda alimentar multilateral. O PAM foi estabelecida formalmente em 1963 pelo FAO e pela assembleia geral da ONU pelo período experimental de três anos. Em 1965, o programa foi estendido de forma contínua.

## Organização
O PAM é governado por seu comitê executivo que consiste em 36 estados membros. David Beasley é o diretor executivo atual, apontado conjuntamente pelo secretário geral da ONU e pelo diretor geral do FAO para um mandato de cinco anos. Ela lidera o secretariado do PAM. .
Em 2006, o PAM tinha uma equipe de 10 587 funcionários, sendo 92% diretamente responsáveis pelas operações.

## Objetivos e estratégias

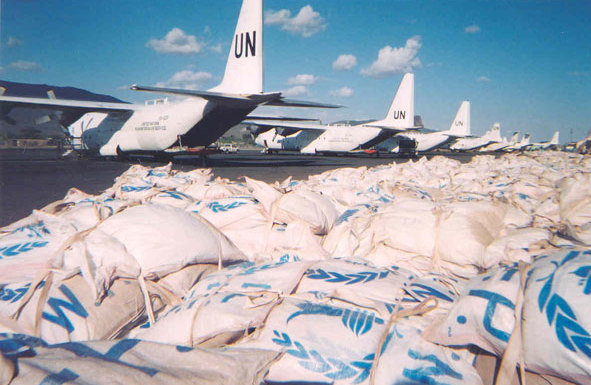
Avião C-130 Hercules da ONU transportando alimentos do PAM para a região de Rumbak, no Sudão

O PAM tem por intuito erradicar a fome e a desnutrição, com o objetivo final de eliminar a própria necessidade de ajuda alimentícia. As principais estratégias por atrás das atividades do PAM, conforme indicado em sua missão, é fornecer ajuda alimentar para:
1. Salvar vidas em campos de refugiados e outras situações emergenciais;
2. Melhorar a alimentação e a qualidade de vida dos povos mais vulneráveis em movimentos críticos de suas vidas;
3. Ajudar no desenvolvimento de recursos próprios e promoção de auto-sustentabilidade de povos e de comunidades pobres, particularmente com os programas de trabalho intensivo.

A ajuda alimentar promovida pelo PAM também é direcionada à luta contra deficiências em micronutrientes, à redução da mortalidade infantil, a melhorias na saúde de gestantes e ao combate a doenças, como a AIDS. Programas de "Alimento-para-trabalho" ajudam promover a estabilidade ambiental, econômica e a produção agrícola.

## Atividades
Em 2006, o PAM distribuiu 4 milhões de toneladas de alimentos a 87,8 milhões de pessoas em 78 países; 63,4 milhões dos beneficiados foram ajudados em operações de emergência, incluindo vítimas de conflitos, desastres naturais e dificuldades econômicas em países como Quênia, Líbano e Sudão. As despesas diretas alcançaram U$$ 2,9 bilhões, com a maior parte do dinheiro sendo gasto em Operações de Emergência e nos Casos de Necessidade Imediata. A maior operação do PAM em 2006 ocorreu no Sudão, onde o programa alcançou 6,4 milhões de pessoas. Em segundo e em terceiro lugar estão, respectivamente as operações na Etiópia e no Quênia.
O PAM foca sua ajuda nas mulheres e crianças, com o objetivo de erradicar a fome infantil. Em 2005, o auxílio alimentar foi fornecido a 58,2 milhões de crianças, 30% menores de cinco anos. Em 2006, o PAM ajudou a 58,8 milhões de crianças famintas. A merenda escolar e/ou os programas de alimentação domiciliar em 71 países ajudam a estudantes focar em seus estudos e incentivam os pais a enviar as crianças, especialmente as meninas, à escola.

## Patrocinadores
As operações do PAM são financiadas por doações dos governos do mundo, empresas e doações anônimas. Em 2006, o programa recebeu US$ 2,9 bilhões nas contribuições. Todas as doações são voluntárias. Os custos administrativos da organização são somente 7% - um do mais baixos e melhor cotados entre as agências humanitárias. Em 6 de novembro de 2006, Josette Sheeran Shiner foi nomeada para substituir James T. Morris como diretora executiva do PAM pelo secretário geral da ONU e pelo diretor geral de FAO em abril de 2007. Previamente, Sheeran serviu como secretária para assuntos econômicos, empresariais e agrícolas do Departamento de Estado dos EUA foi também editora do chefe de jornal Washington Times.

## Parceiros oficiais
O PAM possui um número de parceiros oficiais para coordenar e cooperar em situações emergenciais e em projetos de desenvolvimento. Estes parceiros incluem agências governamentais tais como DFID, ECO, EuropeAid e USAID; organizações não governamentais como Hungrykids.org, Catholic Relief Services, Save the Children, conselho norueguês de refugiados; como também parceiros corporativos como TNT, Citigroup e Boston Consulting Group.

## Esforços
Em 2004, o PAM solicitou a Universidade Auburn a tarefa de conduzir o primeiro trabalho estudantil sobre os esforços na Guerra contra a Fome. Auburn fundou o "Comitê de 19", que conduziu não somente eventos de conscientização da fome no campus e na comunidade, mas também desenvolveu um projeto modelo de "Guerra contra a Fome" para ser usados em campus em todo país.
O PAM lançou um evento global para apoio e arrecadação de recursos chamado "Walk the World". Em um único dia de cada ano, centenas de milhares de pessoas dentro de cada zona horária (fuso horário) ao redor do mundo caminha para protestar para o fim da fome infantil. Em 2005, mais de 200 mil pessoas caminharam em 296 localidades distintas. Em 2006, havia 760 mil participantes em 118 países ao redor do mundo. Este evento é parte da campanha para conseguir os objetivos de desenvolvimento do milênio, especificamente reduzir a metade o número de pessoas que sofrem de fome e pobreza até 2015.
Em 2006, o "Comitê dos 19" recepcionou o Encontro "Guerra contra a Fome", no qual compareceram representantes de 29 universidades.